# Shabab Oman
Le Shabab Oman (ou RNO Shabab Oman, Royal Navy of Oman) est une goélette à trois mâts à huniers, à coque bois, transformée en 1984 en trois-mâts goélette. Il appartient au sultanat d'Oman et sert de navire-école et forme des cadets de la Marine omanaise, la Garde royale et de la police royale d'Oman. Le navire constitue une vitrine culturelle et représentative du sultanat d'Oman dans le monde. Ainsi il s'est rendu dans de nombreux pays : Afrique, Proche Orient, Amérique du Nord, Océanie et Europe.

## Caractéristiques
Le navire mesure 52.1 m au total pour un maître-bau (largeur) de 8.5 m et un tirant d'eau de 4.5 m, pour un poids de 484 t et un volume de 265 tonneaux. Les 14 voiles du navire sont manœuvrées par 9 personnes et jusqu’à 24 à 36 cadets. Le gréement après 1984 se compose de 4 focs, 2 voiles auriques basses et 2 flèches sur le grand-mât et le mât d'artimon, 3 voiles d'étai entre le grand-mât et le mât de misaine et une phare carré complet sur le mât de misaine : voile de misaine, hunier fixe et hunier volant et perroquet. La vitesse maximale sous voile est de 13 nœuds, le navire est équipé de deux moteurs diesels auxiliaires de 230 chevaux chacun.
Le Shabab Oman est, avec le Tenacious, l’un des plus grands voiliers en bois naviguant. Il participe très régulièrement aux Tall Ships' Races.

## Historique

### Construction et carrière écossaise (1971-1977)
Construit en 1971 aux chantiers Herd et Mackenzie à partir de chênes écossais et de pins d'Uruguay, en Écosse, comme navire école, le navire s’appelle à l'origine Captain Scott, en référence à l'explorateur de l'Antarctique, où il est prévu que le navire navigue. Le Captain Scott est lancé le 7 septembre 1971, il est à sa construction une goélette à trois mâts. En 1975, la goélette est abandonnée.

### Rachat et carrière sous pavillon omanais (1977-1984)
En 1977, la goélette est rachetée par le sultan d'Oman Quaboos Ibn Said qui le rebaptise Shabab Oman (qui signifie « jeunesse d’Oman »).
Ses voiles portent l'emblème du sultan d'Oman : deux cimeterres rouges croisés et le poignard cérémoniel (khunjar). Sa nouvelle figure de proue, représente le sultan jeune, elle rend hommage aux marins arabes qui régnèrent jadis en maître sur l'océan Indien.
Le capitaine du Gorch Fock (Immon von Schurbein) ainsi que des marins allemands et anglais, sont inclus dans l'équipage mixte composé d’étrangers et de marins omanais. Sponsorisé par le ministère de la jeunesse d'Oman, de nombreux jeunes Omanais pourront découvrir la navigation à voile sur ce navire.
En 1983 a lieu un périple appelé "voyage de la jeunesse" qui rassemble des jeunes de divers pays du Golfe. Le bateau a naviguér vers le Koweït, l'Arabie Saoudite, le Bahreïn, les Émirats arabes unis et le Qatar.

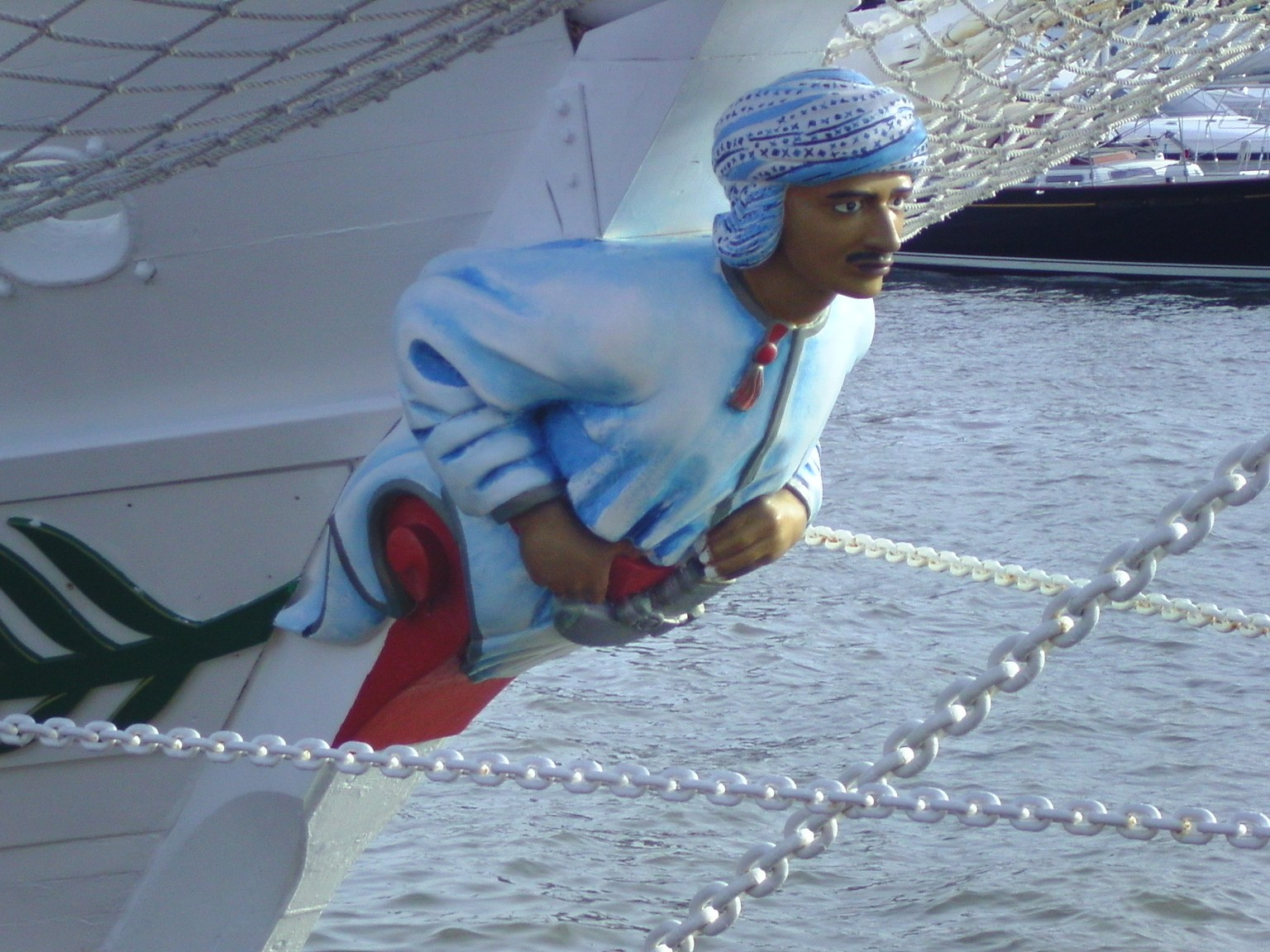
Figure de proue du Shabab Oman en 2010

### Nouveau gréement (depuis 1984)
En 1984, le Shabab Oman est regrée en  trois-mâts goélette : Il est équipé d'un phare carré complet de misaine est la bôme de voile aurique retiré sur ce mât.
En 1986, un voyage de 2 0 256 milles nautiques, pendant 7 mois et demi, a conduit le Shabab Oman aux États-Unis (dont le Rhode Island, Baltimore et Washington), pour la célébration du centenaire de la statue de la Liberté à New York lors du voyage le navire a également accosté dans les pays suivants : Arabie saoudite (Jeddah), Bermudes, Canada (Norfolk, Halifax), Djibouti, Égypte (Alexandrie), Gibraltar, Jordanie (Aqaba), Portugal (Madère) et Tunisie.
Le 17 octobre 1987, le Shabab Oman part pour l'Australie qu'il atteint en janvier 1988. Il répond à l'invitation pour participer à la célébration de l'arrivée des premiers explorateur britanniques en Australie.
En avril 1989, le Shabab Oman entame un voyage en Europe. À Rouen, il participe à la célébration du deuxième centenaire de la Révolution française et à la déclaration internationale des droits de l'homme. Puis il rejoint Londres pour une commémoration maritime. Durant son périple il passe également par Aqaba, Athènes, Brest, Casablanca, Dartmouth, Djibouti, Falmouth, Funchal, Gibraltar, Hull, Ibiza, Istanbul, Jeddah, Limassol, Lisbonne, Naples, Portsmouth et la Tunisie. À son retour le navire rentre à Raysut (Oman).
En 1992, le Shabab Oman réalise son deuxième voyage aux États-Unis pour célébrer les 500 ans de la découverte de l'Amérique par Christophe Colomb en 1492.
En 1994, le navire entame sa deuxième visite en France pour le 50e anniversaire du débarquement de Normandie en 1944. Au cours d'un séjour de sept jours à Rouen, le Shabab Oman a été visité par 20 000 visiteurs à bord et plus d'un million de visiteurs sur le port.
En 1995, le navire participe à la President's Cup Regatta entre Dubaï et Mascate.
En 1996, le Shabab Oman répond à l'invitation de la Russie pour participer à la célébration des 300 ans de la Marine russe à Saint-Pétersbourg. La même année, Il participe à la Cutty Sark Race entre Rostock (Allemagne) et Copenhague (Danemark). Le Shabab Oman finit premier et reçoit également le bouclier d'argent pour le meilleur navire participant. Cette année le navire accoste également à Cagliari (Sardaigne), Jeddah (Arabie Saoudite), Porto (Portugal), Mariehamn & Turku (Finlande) et Malte. Le navire reçoit, cette année, la visite de personnalités comme le prince Philip ou le président allemand Roman Harzog, accompagné d'un khanjar traditionnel (sorte de dague à lame large recourbée).
Le 15 février 1997, le Shabab Oman pour l'Extrême-Orient. Il participe à la première célébration du centenaire du Japon à Osaka et à la première course asiatique de grands voiliers. Le navire gagne le "Prix International de l'Amitié" (Cutty Sark 1997) pour la deuxième année consécutive. Ce prix est remis aux navires présentant le meilleur travail d'équipe et de coopération. C'est la première fois dans l'histoire de la course qu'un navire remporte la coupe lors de deux années consécutives.
En 2005, le Shabab Oman prend la première place dans la "Coupe d'amitié internationale Tall Sail Shows" reliant Waterford (Irlande) à Frederikstad (Norvège). C'est la 4e fois de suite que le navire remporte cette coupe.
En 2014, il est remplacé par le Shabab Oman II, un trois-mâts carré, lancé en 2014.

## Navigation et manifestations de grands voiliers
Présence à Rouen :
- Voiles de la liberté en 1989
- Armada de la liberté en 1994
- Armada 2008
- Armada 2013

Départ de Rouen :
- de la Tall Ships' Races (Rouen- Liverpool 2008)[5].

## Galerie d'images
|  |  |
|  |  |